# San Pietro (Molfetta)
A San Pietro egy templom Molfetta történelmi városközpontjában.

## Története
A templomot Péter apostol tiszteletére építették 1174-ben. 1571-ben teljesen átépítették jelentősen kibővítve. Ekkor épült meg a szomszédos kolostor épülete is. 1731-ben restaurálták, miután az egy évvel korábbi földrengésben jelentősen megsérült a szerkezete. 1750-1756 között készült el a barokk homlokzata. A templomban őrzik Giuseppe Verzella nápolyi szobrász egyik Madonnát ábrázoló alkotását.